# Frank Piasecki
Frank Piasecki (Philadelphia, Pennsylvania, 1919. október 24. – Haverford, Pennsylvania, 2008. február 11.) lengyel származású amerikai mérnök, repülőgép-tervező.

## Pályafutása
Egy emigráns lengyel szabó családjában született 1919-ben. A Pennsylvaniai Egyetemen és a New York-i Egyetemen tanult. 1940-ben kapott gépészmérnöki és repülőmérnöki oklevelet. Egy barátja segítségével 1940-ben megalapított a PV Engineering Forum nevű kis repülőgépgyártó cégét, amelyet 1946-ban átnevezett Piasecki Helicopter névre. 1943-ban megépítette első helikopterét, a négyhengeres, dugattyús Franklin-motorral hajtott, egy főrotoros PV–2 helikoptert, amellyel április 11-én ő maga emelkedett először a levegőbe. A PV–2 volt az Egyesült Államokban a második működőképes helikopter. 1945-ben tervezte meg a HRP–1, vagy más típusjelzéssel PV–3 tandem rotor-elrendezésű helikopterét, amely formájáról a repülő banán becenevet kapta. Ezt a típust kis mennyiségben gyártották az Egyesült Államok Haditengerészete számára. Ezt követően a tandem rotor-elrendezés a Piasecki-helikopterek alapvető jellemzőjévé vált.
A következő években több hasonló típust fejlesztett ki, amelyek megalapozták a mai amerikai tandem elrendezésű helikoptereknél alkalmazott technológiát. A második világháború utáni években tervezte a HUP, vagy más néven H–25 típust, amelyből 300 db-t építettek. Ezt követte legsikeresebb típusa, a H–21, amelyből 700 db-t rendelt az amerikai hadsereg, és az 1950-es években egyik alapvető amerikai szállító helikopter volt.
Piasecki 1955-ben több munkatársával elhagyta a céget, és megalapította a Piasecki Aircraft Corporationt, amely elsősorban függőlegesen fel- és leszálló repülőgépek fejlesztésével foglalkozott.
2008 februárjában, 88 éves korában hunyt el a pennsylvaniai Main Linne-ben, agyvérzés következtében.